# Nikolaus Eseler der Jüngere

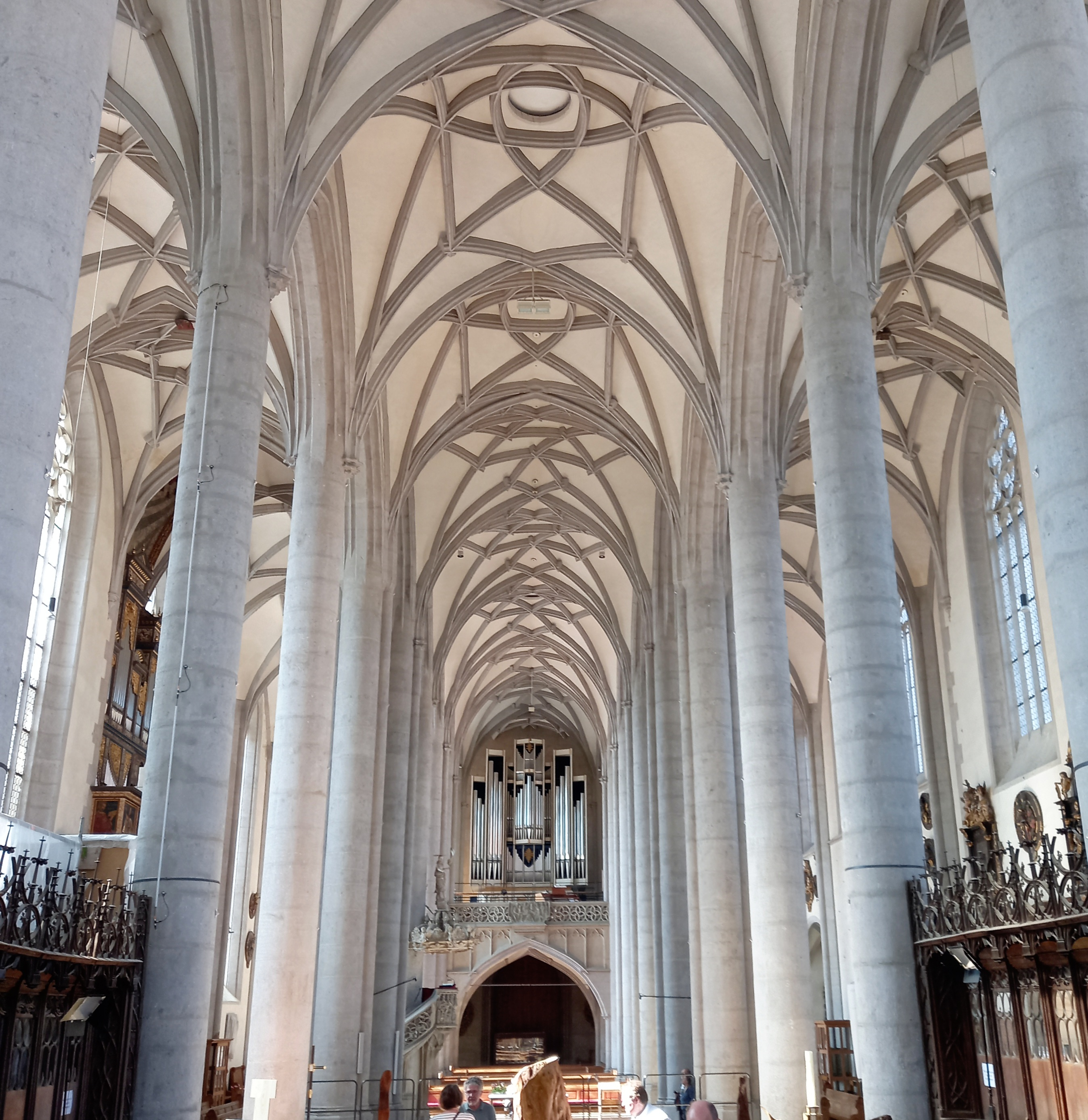
St. Georg in Nördlingen, Blick in das von Nikolaus Eseler 1505 vollendete Gewölbe

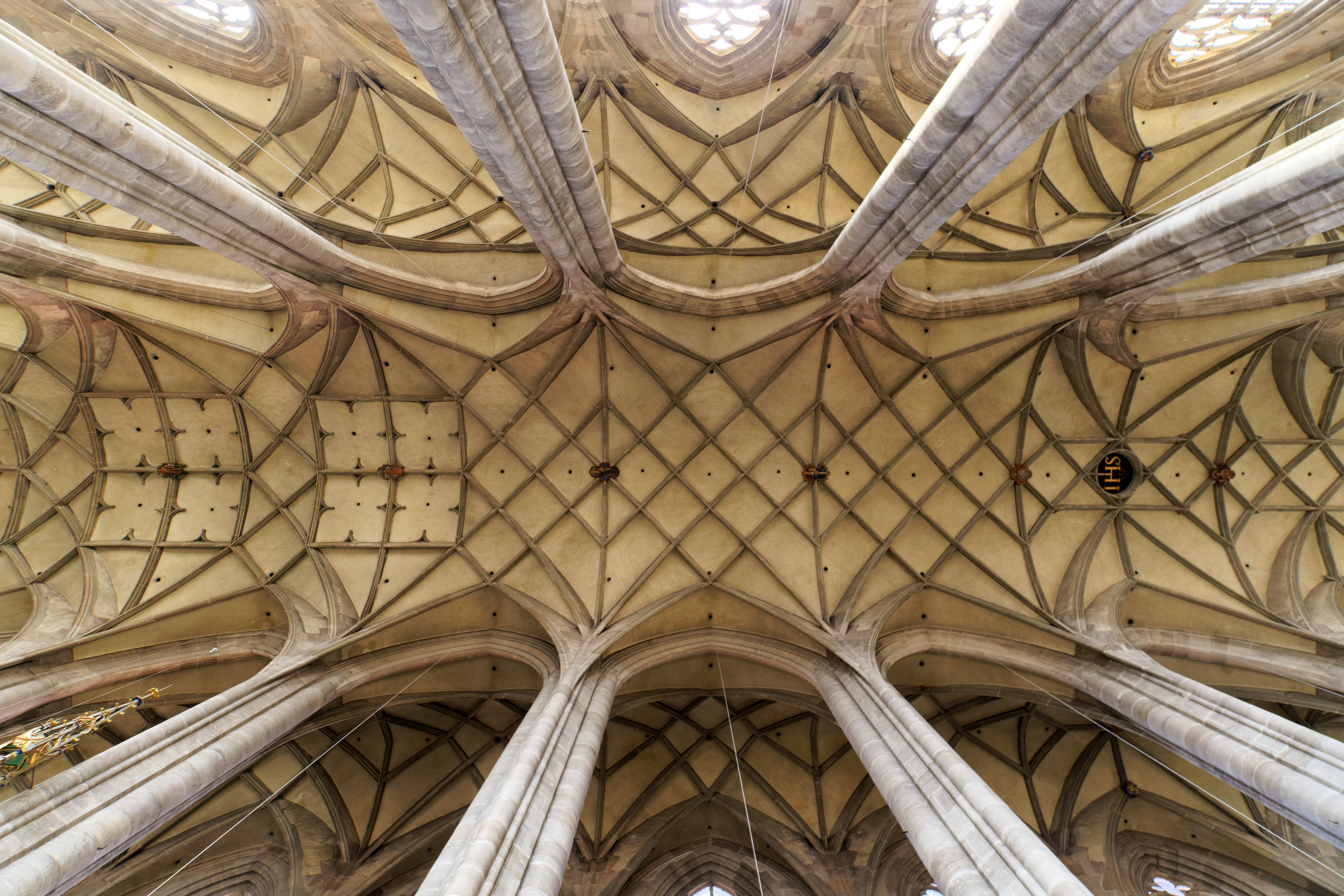
Das 1499 von Eseler vollendete Netzrippengewölbe von St. Georg in Dinkelsbühl

Nikolaus Eseler d. Jüngere war wie sein Vater, Nikolaus Eseler der Ältere, und seine Brüder ein süddeutscher Baumeister der Spätgotik. Er war vor allem ein Spezialist für kunstvolle Wölbungen von Sakralbauten.
Nikolaus Eseler der Jüngere wird 1471 als Parlier bezeichnet und ist von 1494 bis 1512 als Dombaumeister in Mainz nachweisbar. Er führte die von seinem Vater begonnenen Bauten in Rothenburg und Nördlingen weiter. Die spätgotische Hallenkirche St. Georg in Dinkelsbühl wurde unter seiner Leitung 1499 mit dem Gewölbe vollendet. Er wird 1471 als Parlier bezeichnet und ist von 1494 bis 1512 als Dombaumeister in Mainz nachweisbar.